# Склерозавр
Склерозавр (лат. Sclerosaurus armatus, от др.-греч. σκληρός σαῦρος — сухой ящер и лат. armatus — вооружённый) — вид парарептилий из семейства Procolophonidae подотряда проколофонов, живших во времена триасового периода (247,2—242,0 млн лет назад, что соответствует анизийскому веку) на территории Центральной Европы. Типовой и единственный вид в роде Sclerosaurus.

## История изучения

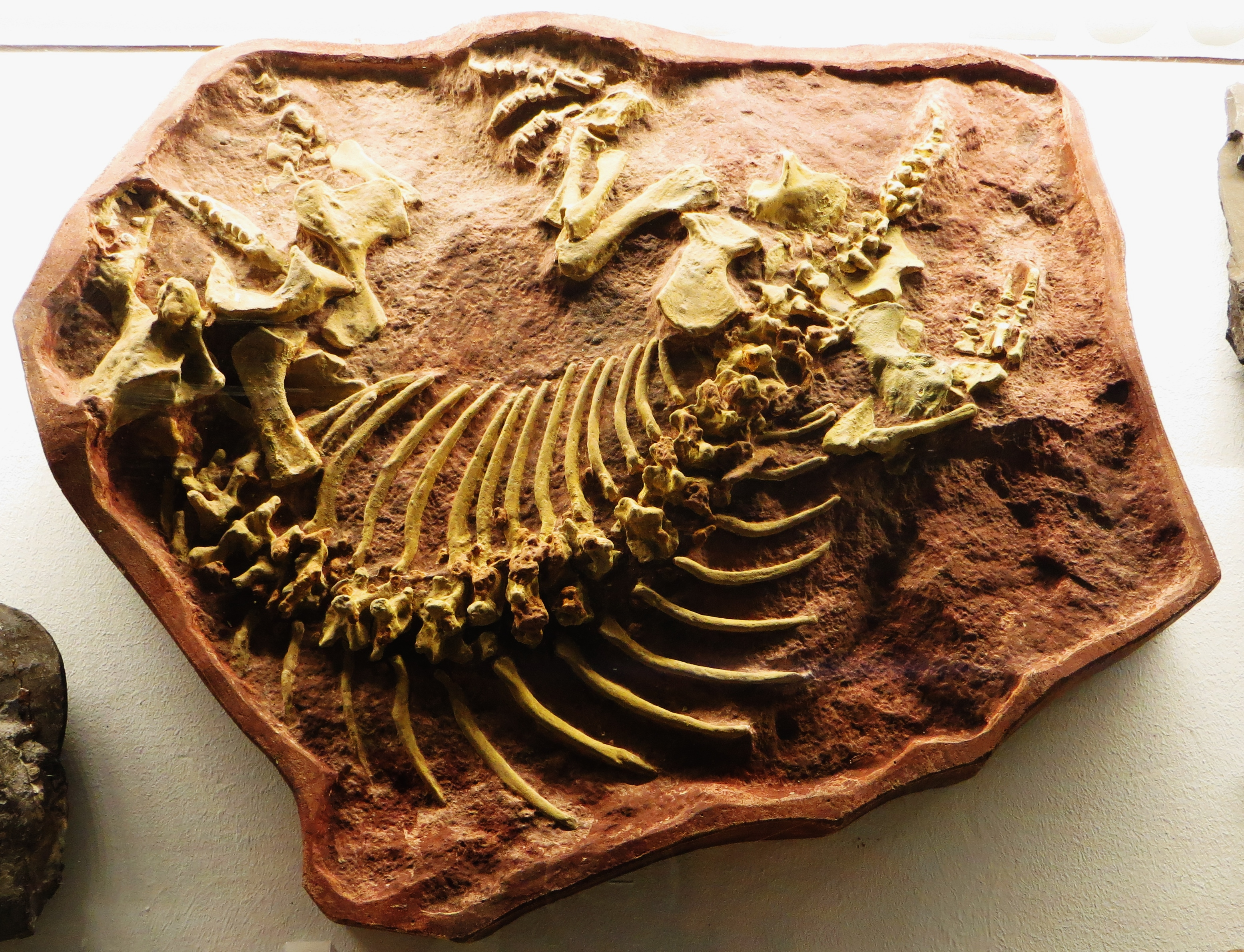
Окаменелость Sclerosaurus armatus

В 1857 году Герман фон Майер описал новые вид и род по частичному посткраниальному скелету из среднетриасовых слоёв Германии. 
В 1878 году Wiedersheim описал почти полный скелет как Labyrinthodon rutimeyeri. Его часто изображали в старой литературе (например, в I томе книги М. Неймайра «История Земли»).
В 1946 году Colbert синонимизировал Labyrinthodon rutimeyeri со склерозавром.
В 1923 году Франц Нопча выделил род в семейство Sclerosauridae, но уже в 1928 понизил ранг таксона до подсемейства Sclerosaurinae в семействе Procolophonidae. В дальнейшем род не раз переносился в пределах современного подотряда проколофонов, включая кладу парейазавров. В 2008 году Sues и Reisz изучили склерозавра ещё раз, в итоге отнеся его к подсемейству Leptopleuroninae семейства Procolophonidae.

## Описание
Это некрупное коренастое животное длиной около 50 см. Хвост короткий, голова относительно крупная. Затылочная область несёт крупные направленные назад костные выросты, щёчная область расширена, также несёт шипы. Зубы типичные для поздних проколофонов, вероятно, животное было растительноядным. Спина несёт кожные окостенения. Ноги относительно короткие, массивные.
Вероятно, склерозавр обитал в полупустынях, по образу жизни напоминал современных растительноядных ящериц, питаясь мягкой (суккулентной) растительностью.

## Синонимы
В синонимику рода включают названия Aristodemus Seeley, 1895 и Aristodesmus Seeley, 1895.
Синонимом вида является Labyrinthodon ruetimeyeri Wiedersheim, 1878, которому соответствует комбинация Aristodesmus ruetimeyeri (Wiedersheim, 1878).